# Сартанські самоцвіти
«Сартанські самоцвіти» — грецький фольклорний ансамбль пісні і танцю, провідний грецький колектив Приазов'я та України. Виконує пісні румейською і новогрецькою мовою і виконує румейські танці.

## Історія
«Сартанські самоцвіти» засновані в 1935 році в Сартані. Засновником і художнім керівником став Наум Віткуп. В 1936 році ансамбль посів перше місце у Всесоюзному огляді колективів національних меншин в Москві. 1937 року ансамбль припинив існування.
У 1967 році ансамбль знову збирається завдяки Марії Гайтан, яка стала новим керівником ансамблю. 1978 року в ансамблі почалась творча діяльність Тамари Каци, яка була його провідною солітскою. 1982 року ансамбль отримує звання «народного».
2002 року «Сартанські самоцвіти» стають дипломантами Міжнародного академічного рейтингу «Золота фортуна»

## Дискографія
- 2005 — «Оф, мана, вай!»[3] — диск присвячений 225-річчю переселения греків из Криму в Приазов'я[4].